# 5 Zapasowy Batalion Saperów
Batalion Zapasowy Saperów Nr V – pododdział saperów Wojska Polskiego II RP.

## Historia batalionu
Sformowanie w dniu 16 listopada 1918 „batalionu uzupełniającego zapasowego w Krakowie“. Rozkazem Komendy m. Krakowa L. 14. 16 lutego 1919 r. przemianowanie „batalionu uzupełniającego saperów“ na „kompanię zapasową saperów Nr. 5 “.
W drugiej dekadzie stycznia 1920 roku do Krakowa przybyła z frontu kolumna saperska nr VI. Kolumna została wcielona do kompanii zapasowej saperów nr V, rozmieszczona w barakach w Przegorzałach, a wkrótce zlikwidowana.
7 lutego 1920 roku kompania zapasowa saperów nr V w Krakowie została przeformowana w batalion zapasowy saperów nr V.
W połowie kwietnia 1920 r. przy baonie zapasowym nr 5 w Krakowie została sformowana 3 kompania saperów 21 batalionu saperów pod dowództwem por. Ungera Oswalda.
Batalion nie wziął czynnego udziału w działaniach wojennych. Zajmował się szkoleniem żołnierzy przeznaczonych na uzupełnienie V, VI i XXI batalionu saperów.
W 1921 roku batalion został wcielony do 5 pułku saperów w Krakowie i przeformowany w kadrę batalionu zapasowego.

## Dowódcy kompanii i batalionu
- kpt. Otton Karol Liszka
- kpt. Kruszelnicki
- kpt. Józef Szkolnikowski
- kpt. Bronisław Teodor Emil Czyżek